# Hybocamenta morio
Hybocamenta morio är en skalbaggsart som beskrevs av Fahraeus 1857. Hybocamenta morio ingår i släktet Hybocamenta och familjen Melolonthidae. Inga underarter finns listade i Catalogue of Life.